# Мирная миссия — 2005
Российско-китайские военные учения «Мирная миссия — 2005» — первые совместные военные учения РФ и КНР, проходившие 18—25 августа 2005 года на Шаньдунском полуострове и примыкающей к нему морской акватории, а также во Владивостоке.

## Цели и задачи
Основными целями учений явились расширение сотрудничества России и Китая в сферах обороны и безопасности, отработка совместных действий по борьбе с терроризмом, экстремизмом и сепаратизмом. По сценарию учений, власти условного государства обратились за помощью к соседям вследствие вспыхнувших массовых беспорядков на этнической почве.

## Ход учений
В учениях участвовали 10 тысяч военнослужащих (из них 1,8 тысячи российских) из подразделений Сухопутных войск, ВВС, ВДВ и ВМФ, в частности, усиленная 2-я парашютно-десантная рота 234-го гвардейского десантно-штурмового полка 76-й гв. дшд, 3-я десантно-штурмовая рота 165-го Уссурийского казачьего полка морской пехоты 55-й дивизии морской пехоты ТОФ и корабли Тихоокеанского флота. На территорию Китая прибыли большой противолодочный корабль «Маршал Шапошников», эсминец «Бурный», большой десантный корабль БДК-11 «Пересвет» с десантно-штурмовой ротой на БТР-80, танкер «Печенга», буксир СБ-520 Тихоокеанского флота. Боевая техника была также представлена истребителями Су-27СМ, фронтовыми бомбардировщиками Су-24М, ракетоносцами Ту-95МС, Ту-22М3 и другими самолётами (в том числе военно-транспортные Ил-76).
Учения проходили в три этапа: военно-политические консультации и оперативное планирование, доставка и развертывание войск, ведение боевых действий. Первый этап учений начался во Владивостоке на территории Дальневосточного военного округа, где прошло заседание объединенного штаба.
На втором этапе состоялась высадка совместного китайско-российского морского десанта на полигоне Ланъятай восточно-китайской провинции Шаньдун. Предварительно зона высадки подверглась бомбардировке. В операции принимали участие 3-я десантно-штурмовая рота 165-го Уссурийского казачьего полка морской пехоты 55-й дивизии морской пехоты Тихоокеанского Флота и батальон десантников Цзиннаньского военного округа.

## Реакция
Обеспокоенность учениями проявили власти Тайваня, которые заявили, что Китай репетирует вторжение на остров.
Заместитель начальника Оперативного управления Комитета начальников штабов Вооружённых сил США бригадный генерал Картер Хэм заявил: «Я бы не сказал, что учения являются предметом беспокойства, но так как они потенциально оказывают влияние на обстановку в регионе, то вызывают наш интерес».
Министр обороны России Сергей Иванов подчеркнул, что беспокойство ряда стран по поводу милитаризации Шанхайской организации сотрудничества носит «надуманный и искусственный характер».